# Матросовка (Крым)
Матро́совка (до 1948 года Кру́глик Болга́рский; укр. Матросівка, крымскотат. Bulğar Kruglik, Булгъар Круглик) — село в Кировском районе Республики Крым, входит в состав Абрикосовского сельского поселения (согласно административно-территориальному делению Украины — Абрикосовского сельсовета Автономной Республики Крым).

## Население
| 2001 | 2014 |
| ---- | ---- |
| 150  | ↘97  |

Всеукраинская перепись 2001 года показала следующее распределение по носителям языка
| Язык             | Процент |
| ---------------- | ------- |
| русский          | 58.67   |
| крымскотатарский | 32.67   |
| украинский       | 4.67    |

### Динамика численности
| - 1926 год — 12 чел. - 1939 год — 89 чел. - 1989 год — 164 чел. | - 2001 год — 150 чел. - 2009 год — 150 чел. - 2014 год — 97 чел. |

## Современное состояние
На 2017 год в Матросовке числится 2 улицы — Мира и Трудовая; на 2009 год, по данным сельсовета, село занимало площадь 22 гектара на которой, в 56 дворах, проживало 150 человек.

## География
Матросовка — небольшое село в центре района, в степном Крыму, в неглубокой долине речки Кхоур-Джилга, высота центра села над уровнем моря — 107 м. Ближайшие населённые пункты: Бабенково в 1,7 км на юг, Абрикосовка в 2,5 км на запад, Спасовка в 3 км на северо-запад, Партизаны в 2 км на север и Тутовка в 4 км на восток. Райцентр Кировское — примерно в 26 километрах (по шоссе), там же ближайшая железнодорожная станция — Кировская (на линии Джанкой — Феодосия). Транспортное сообщение осуществляется по региональной автодороге 35Н-202 Матросовка — Бабенково — до автодороги Советское — Старый Крым (по украинской классификации — С-0-10513).

## История
Судя по доступным источникам, Круглик Болгарский, в составе Владиславовского района (преобразованного в октябре 1924 года в Феодосийский) был образован между 1922 годом, когда он ещё отсутствует на карте и 1924 годом, когда село уже обозначено. В 1924 году была образована коммуна, в которую вошёл Круглик Болгарский. Согласно Списку населённых пунктов Крымской АССР по Всесоюзной переписи 17 декабря 1926 года, в селе Круглик Болгарский, Изюмовского сельсовета Феодосийского района, числилось 6 дворов, все крестьянские, население составляло 12 человек, все болгары. Постановлением ВЦИК «О реорганизации сети районов Крымской АССР» от 30 октября 1930 года из Феодосийского района был выделен (воссоздан) Старо-Крымский район (по другим сведениям 15 сентября 1931 года) и село включили в его состав. По данным всесоюзной переписи населения 1939 года в селе проживало 89 человек.
В 1944 году, после освобождения Крыма от нацистов, согласно постановлению ГКО № 5984сс от 2 июня 1944 года, 27 июня крымские болгары были депортированы в Пермскую область и Среднюю Азию. 12 августа 1944 года было принято постановление № ГОКО-6372с «О переселении колхозников в районы Крыма» и в сентябре того же года в село приехали первые переселенцы, 428 семей, из Тамбовской области, а в начале 1950-х годов последовала вторая волна переселенцев. С 1954 года местами наиболее массового набора населения стали различные области Украины. С 25 июня 1946 года Круглик в составе Крымской области РСФСР.
Указом Президиума Верховного Совета РСФСР от 18 мая 1948 года, Круглик болгарский переименовали в Матросовку. 26 апреля 1954 года Крымская область была передана из состава РСФСР в состав УССР. После ликвидации в 1959 году Старокрымского района село переподчинили Кировскому. Указом Президиума Верховного Совета УССР «Об укрупнении сельских районов Крымской области», от 30 декабря 1962 года Кировский район был упразднён и село присоединили к Нижнегорскому. 1 января 1965 года, указом Президиума ВС УССР «О внесении изменений в административное районирование УССР — по Крымской области», вновь включили в состав Кировского. На 1974 год Матросовка ещё входила в Приветненский сельсовет, а на 1 января 1977 года — в Абрикосовский. По данным переписи 1989 года в селе проживало 164 человека. С 12 февраля 1991 года село в восстановленной Крымской АССР, 26 февраля 1992 года переименованной в Автономную Республику Крым. С 21 марта 2014 года в составе Крыма аннексирована Россией.